# Adam Kaspar Hesselbach
Adam Kaspar Hesselbach (né le 15 janvier 1788 – mort le 7 mai 1856) est un médecin et anatomiste bavarois. Fils de Franz Kaspar Hesselbach, il a pratiqué à Wurtzbourg à partir de 1818. Il a enseigné la chirurgie dans cette ville (1828-1833) ainsi qu'à Bamberg (1836-1843).

## Œuvres
- (de) Beschreibung des menschlichen Auges, 1820
- (de) Beschreibung der pathologischen Präparate, welche in der königlichen anatomischen Anstalt zu Würzburg aufbewahrt werden, 1824
- (de) Die sicherste Art des Bauchschnitts in der Leiste, 1819
- (de) Die Lehre von den Eingeweidebrüchen, 1829/30.